# مقاطعة مقاطعة (تينيسي)
مقاطعة مقاطعة هي مقاطعة في تينيسي، بلغ عدد سكانها 19٬109  نسمة، في 2010، عاصمتها مايناردفيل، تبلغ مساحتها 640 كيلومتر مربع.

## الموقع
تشترك في الحدود مع:
- مقاطعة كليبورن
- مقاطعة كنوكس.

## أعلام
- جون رايس إروين
- لويس جونسون
- جيك بوتشر